# Tubularia multitentaculata
Tubularia multitentaculata är en nässeldjursart som beskrevs av John Fraser 1938. Tubularia multitentaculata ingår i släktet Tubularia och familjen Tubulariidae. Inga underarter finns listade i Catalogue of Life.